# 隆達高原
隆達高原（Lunda Plateau）位於非洲安哥拉共和國東北部以及贊比亞西部，海拔為1500米。高原名稱來源自當地的居民班圖族隆達人。隆達人曾經在16世紀初從加丹加遷徙至此居住，並建立隆達王國。